# Александър Междуречки
Александър Гоцев Междуречки е български политик, деец на Българската комунистическа партия. Член на Четвърти състав на т. нар. Народен съд (1944 – 1945).

## Биография
Александър Междуречки е роден в кукушкото село Междурек, днес Мелисургио, Гърция, в семейството на дееца на ВМОРО Гоце Междуречки.
През 20-те години следва фармация във Виена. Занимава се с аптекарство, като едновременно с това заедно с жена си Мара Междуречка е активист на БКП. През 1942 г. е съден в Процеса срещу ЦК на БРП.
След Деветосептемврийския преврат, Междуречки е член на Четвърти върховен състав на Народния съд, който е за съдене на „военнопрестъпници“. Баща е на Петър Междуречки.
Умира в София в 1986 година.